# Marián Hossa

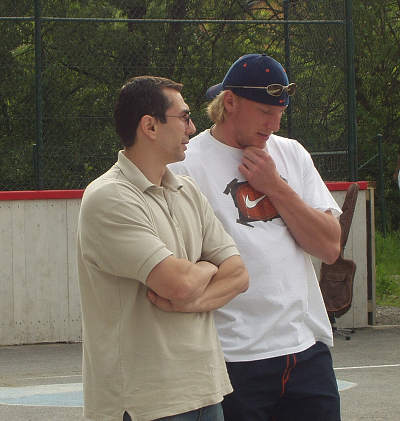
Marián Hossa, Neszlény 2004

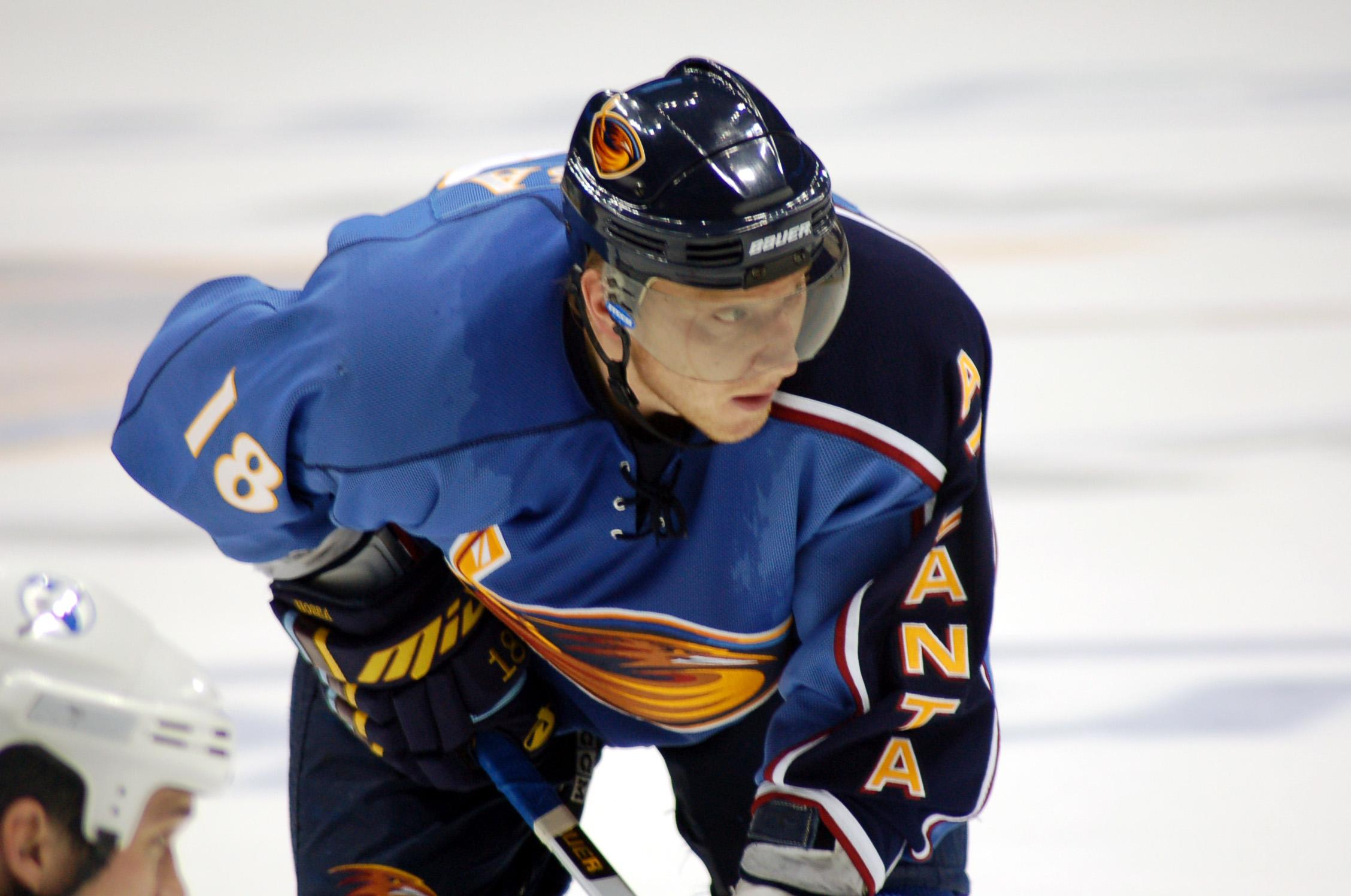
Marián Hossa 2007-ben

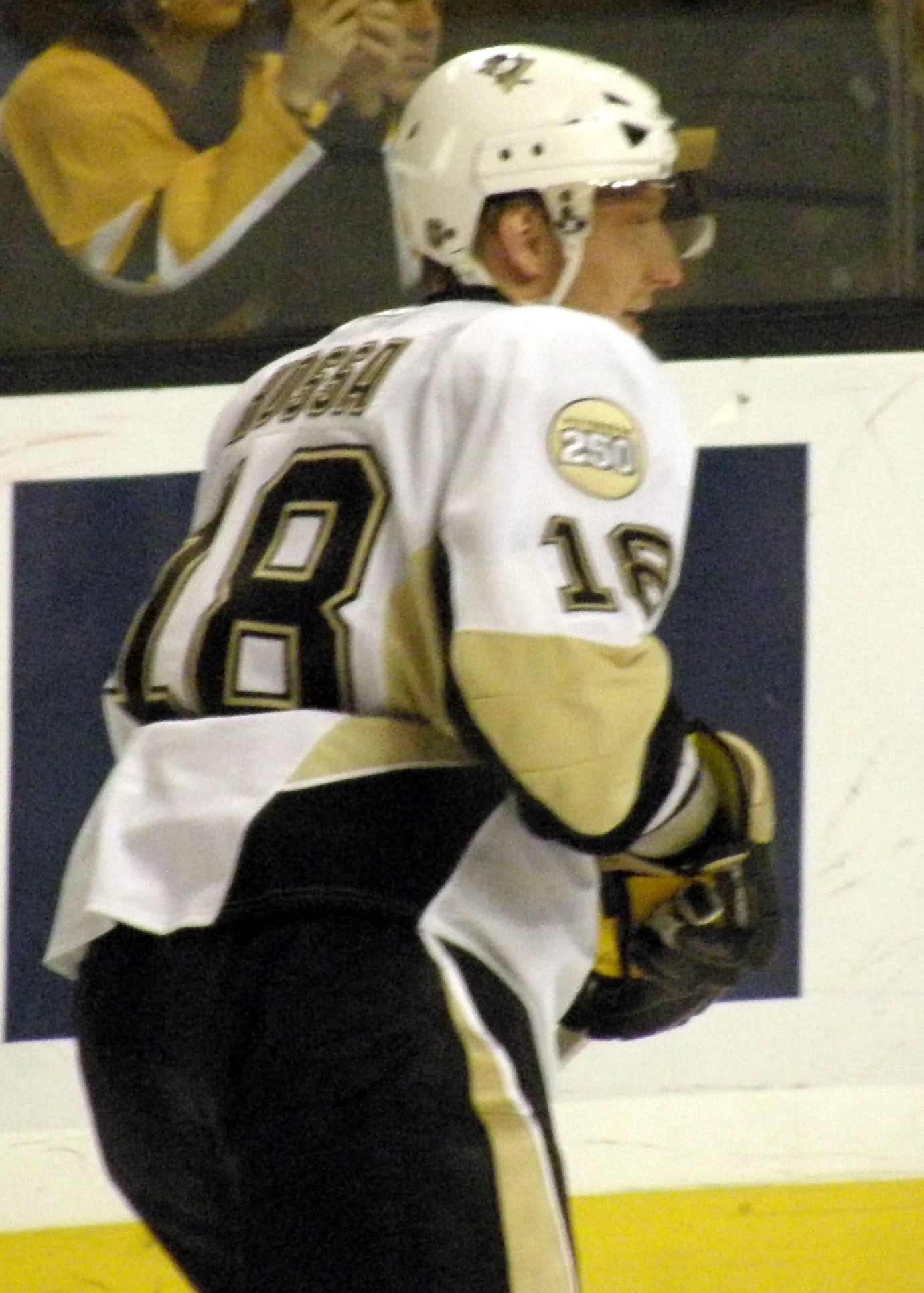
Marián Hossa a Pittsburgh színeiben

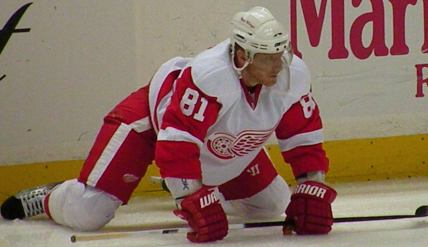
Marián Hossa Red Wings mezben

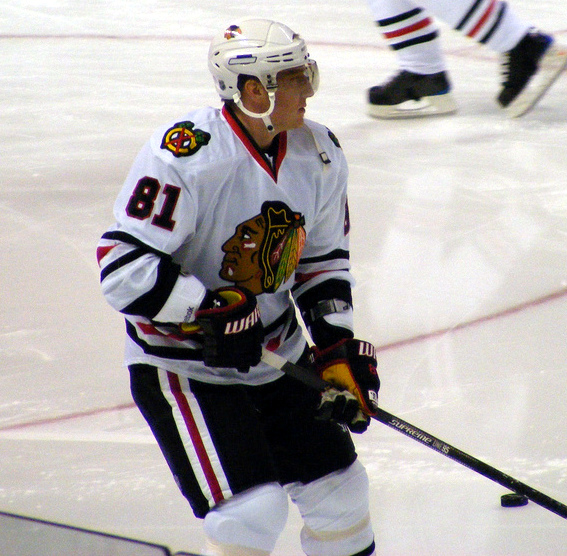
Marián Hossa Blackhawks mezben

Marián Hossa (Ólubló, 1979. január 12. –) szlovák jégkorongozó.

## AzNHL-ben
1997-ben az Ottawa Senators csapata az első körben tizenkettedikként draftolta.
Egy sérülés után, az első teljes szezonját 1998–1999-ben játszotta a Senatorsban, és jelölték a legjobb újoncnak járó Calder-emlékkupára.
2000-ben majdnem megvakította a Toronto Maple Leafs védőjét, Bryan Berardot.
2005. augusztus 23-án reggel bejelentették, hogy hároméves, 18 millió amerikai dolláros szerződést kötött a Senators csapatával, délután viszont már az derült ki, hogy az Atlanta Thrashers csapatához került Greg de Vries védővel együtt Dany Heatley sztárcsatárért cserébe. Ezután következett Hossa életének addigi legjobb szezonja: a következő évben 39 gólt szerzett, 53 gólpasszt adott, és 92 pontot ért el. 2006–2007-ben ezt is tovább javítva 43 gólt és 57 gólpasszt ért el, ezzel történelmet írva ő lett a Trashers első 100 pontos játékosa. A 2007–2008-as szezon vége előtt a Pittsburgh Penguinshez került és a Stanley-kupa döntőbe jutottak ahol a Detroit Red Wings megverte őket. A rájátszásban 20 mérkőzésen 26 pontot szerzett. 2008–2009-ben viszont átkerült a Detroit Red Wings csapatába. A 2008–2009-es szezonban egy egyéves szerződést írt alá a Red Wingsszel 7,45 millió dollár értékben. A Penguins is szerette volna őt megtartani és ezért egy  ötéves  szerződést kínáltak neki 7 millió dollár értékben de ezt ő visszautasította. A Stanley-kupa döntőben ismét Red Wings-Penguins csata volt és 2009-ben a pittsburgh-i gárda nyerte a trófeát így Hossa igazolása nem jött be. 2009. július 1-jén a Chicago Blackhawks leigazolta és egy 12 évre szóló összesen 62,8 millió dollár értékű szerződést íratott alá Hossával. 2010-ben két egymást követő elbukott Stanley-kupa döntő után a Chicagóval megnyerte a kupát.

## Elismerések
- WHL Nyugat Első All-Star Csapat: 1998
- Jim Piggott-emlékkupa: 1998
- CHL Első All-Star Csapat: 1998
- Ed Chynoweth-kupa: 1998
- Memorial-kupa: 1998
- Memorial-kupa All-Star Csapat: 1998
- NHL All-Rookie Csapat: 1999
- NHL All-Star Gála: 2001, 2003, 2007, 2008, 2012
- NHL Második All-Star Csapat: 2009
- Stanley-kupa: 2010, 2013, 2015

## Karrier statisztika

### Klubcsapat
| 1995–1996       | HC Dukla Trenčín Jr.  | SVK-Jr.         | 53   | 42  | 49  | 91   | 26  | —   | —  | —  | —   | —  |
| 1996–1997       | HC Dukla Trenčín      | SVK             | 46   | 25  | 19  | 44   | 33  | 7   | 5  | 5  | 10  | —  |
| 1997–1998       | Portland Winter Hawks | WHL             | 53   | 45  | 40  | 85   | 50  | 16  | 13 | 6  | 19  | 6  |
| 1997–1998       | Ottawa Senators       | NHL             | 7    | 0   | 1   | 1    | 0   | —   | —  | —  | —   | —  |
| 1998–1999       | Ottawa Senators       | NHL             | 60   | 15  | 15  | 30   | 37  | 4   | 0  | 2  | 2   | 4  |
| 1999–2000       | Ottawa Senators       | NHL             | 78   | 29  | 27  | 56   | 32  | 6   | 0  | 0  | 0   | 2  |
| 2000–2001       | Ottawa Senators       | NHL             | 81   | 32  | 43  | 75   | 44  | 4   | 1  | 1  | 2   | 4  |
| 2001–2002       | HC Dukla Trenčín      | SVK             | 8    | 3   | 4   | 7    | 16  | —   | —  | —  | —   | —  |
| 2001–2002       | Ottawa Senators       | NHL             | 80   | 31  | 35  | 66   | 50  | 12  | 4  | 6  | 10  | 2  |
| 2002–2003       | Ottawa Senators       | NHL             | 80   | 45  | 35  | 80   | 34  | 18  | 5  | 11 | 16  | 6  |
| 2003–2004       | Ottawa Senators       | NHL             | 81   | 36  | 46  | 82   | 46  | 7   | 3  | 1  | 4   | 0  |
| 2004–2005       | Mora IK               | SEL             | 24   | 18  | 14  | 32   | 22  | —   | —  | —  | —   | —  |
| 2004–2005       | HC Dukla Trenčín      | SVK             | 25   | 22  | 20  | 42   | 38  | 5   | 4  | 5  | 9   | 14 |
| 2005–2006       | Atlanta Thrashers     | NHL             | 80   | 39  | 53  | 92   | 67  | —   | —  | —  | —   | —  |
| 2006–2007       | Atlanta Thrashers     | NHL             | 82   | 43  | 57  | 100  | 49  | 4   | 0  | 1  | 1   | 6  |
| 2007–2008       | Atlanta Thrashers     | NHL             | 60   | 26  | 30  | 56   | 30  | —   | —  | —  | —   | —  |
| 2007–2008       | Pittsburgh Penguins   | NHL             | 12   | 3   | 7   | 10   | 6   | 20  | 12 | 14 | 26  | 12 |
| 2008–2009       | Detroit Red Wings     | NHL             | 74   | 40  | 31  | 71   | 63  | 22  | 6  | 9  | 15  | 10 |
| 2009–2010       | Chicago Blackhawks    | NHL             | 57   | 24  | 27  | 51   | 18  | 22  | 3  | 12 | 15  | 25 |
| 2010–2011       | Chicago Blackhawks    | NHL             | 65   | 25  | 32  | 57   | 32  | 7   | 2  | 4  | 6   | 2  |
| 2011–2012       | Chicago Blackhawks    | NHL             | 81   | 29  | 48  | 77   | 20  | 3   | 0  | 0  | 0   | 0  |
| 2012–2013       | Chicago Blackhawks    | NHL             | 40   | 17  | 14  | 31   | 16  | 22  | 7  | 9  | 16  | 2  |
| 2013–2014       | Chicago Blackhawks    | NHL             | 72   | 30  | 30  | 60   | 20  | 19  | 2  | 12 | 14  | 8  |
| 2014–2015       | Chicago Blackhawks    | NHL             | 82   | 22  | 39  | 61   | 32  | 23  | 4  | 13 | 17  | 10 |
| NHL összesített | NHL összesített       | NHL összesített | 1172 | 486 | 570 | 1056 | 596 | 194 | 49 | 95 | 144 | 93 |

### Válogatott
| Év                  | Csapat              | Esemény               | Eredmény            | MSz | G  | A  | P  | B  |
| ------------------- | ------------------- | --------------------- | ------------------- | --- | -- | -- | -- | -- |
| 1997                | Szlovákia           | U20-as világbajnokság | 6. hely             | 6   | 5  | 2  | 7  | 2  |
| 1997                | Szlovákia           | Világbajnokság        | 9. hely             | 8   | 0  | 2  | 2  | 0  |
| 1998                | Szlovákia           | U20-as világbajnokság | 9. hely             | 6   | 4  | 4  | 8  | 12 |
| 1999                | Szlovákia           | Világbajnokság        | 7. hely             | 6   | 5  | 2  | 7  | 8  |
| 2001                | Szlovákia           | Világbajnokság        | 7. hely             | 6   | 1  | 2  | 3  | 2  |
| 2002                | Szlovákia           | Olimpia               | 13. hely            | 2   | 4  | 2  | 6  | 0  |
| 2004                | Szlovákia           | Világbajnokság        | 4. hely             | 9   | 2  | 5  | 7  | 2  |
| 2004                | Szlovákia           | Világkupa             | 7. hely             | 4   | 1  | 0  | 1  | 2  |
| 2005                | Szlovákia           | Világbajnokság        | 5. hely             | 7   | 4  | 3  | 7  | 6  |
| 2006                | Szlovákia           | Olimpia               | 5. hely             | 6   | 5  | 5  | 10 | 4  |
| 2006                | Szlovákia           | Világbajnokság        | 8. hely             | 5   | 1  | 6  | 7  | 0  |
| 2007                | Szlovákia           | Világbajnokság        | 6. hely             | 6   | 2  | 4  | 6  | 6  |
| 2010                | Szlovákia           | Olimpia               | 4. hely             | 7   | 3  | 6  | 9  | 6  |
| 2011                | Szlovákia           | Világbajnokság        | 10. hely            | 5   | 1  | 1  | 2  | 2  |
| 2014                | Szlovákia           | Olimpia               | 4. hely             | 4   | 2  | 1  | 3  | 4  |
| Junior összesített  | Junior összesített  | Junior összesített    | Junior összesített  | 12  | 9  | 6  | 15 | 14 |
| Felnőtt összesített | Felnőtt összesített | Felnőtt összesített   | Felnőtt összesített | 75  | 31 | 39 | 70 | 42 |

### All-Star Gálák
| Év                   | Helyszín             |                      | G | A | P  |
| -------------------- | -------------------- | -------------------- | - | - | -- |
| 2001                 | Denver               | 0                    | 2 | 2 |    |
| 2003                 | Sunrise              | 0                    | 0 | 0 |    |
| 2007                 | Dallas               | 0                    | 4 | 4 |    |
| 2008                 | Atlanta              | 1                    | 1 | 2 |    |
| 2012                 | Ottawa               | 1                    | 2 | 3 |    |
| All-Star összesített | All-Star összesített | All-Star összesített | 2 | 9 | 11 |